# Богачево (Острудский повет)
Богачево (пол. Bogaczewo, до 1945 года — нем. Güldenboden) — деревня в Польше, находятся в Острудском повяте Варминьско-Мазурского воеводства, относится к гмине Моронг. Находится в километре к западу от озера Нарье и в 4 км к востоку от Моронга.
Деревня упоминается в документах с 1353 года. В 1782 году в деревне было 39 домов («дымов»), в 1858 году в 59 домашних хозяйствах было 425 жителей. В 1937-39 годах здесь было 430 жителей. В 1946—1954 годах была в составе гмины Брамка. В 1973 году деревня относилась к Моронгскому повяту. В 1975—1998 годы административно относилось к Ольштынскому воеводству.
В современной Польше есть ещё две деревни с таким же названием, расположены они также в Варминьско-Мазурском воеводстве: Богачево в Гижицком повяте, относится к гмине Гижицко и Богачево в Эльблонгском повяте, относится к гмине Эльблонг.
Близ Богачево расположены несколько баз отдыха и Моронгский парусный клуб.